# ایزی - یک سفر آسان آسان
ایزی - یک سفر آسانِ آسان (ایتالیایی: Easy - Un viaggio facile facile) یک فیلم درام کمدی ایتالیایی است که در سال ۲۰۱۷ منتشر شد.

## گزیدهٔ بازیگران
- نیکلا نوچلا
- باربارا بوشه
- لیبرو دِ رینتسو
- لورنتسو آکوآویوا